# Зоравар Андраник (станция метро)
Зорава́р Андрани́к (арм. Զորավար Անդրանիկ, до 1991 — «Октябрьская») — станция Ереванского метрополитена. Расположена между станциями «Площадь Республики» и «Сасунци Давид».

## История
Открылась 26 декабря 1989 года на действующем участке.
До 1991 года называлась «Октемберян» («Октябрьская»). В 1991 году станция была переименована в «Зоравар Андраник» («Генерал Андраник»).

## Описание
Станция расположена в центре Еревана, в районе Кентрон (дословный перевод — «центр») с выходом к проспекту Тиграна Меца (Тиграна Великого), улицам Агатангелоса и Мовсеса Хоренаци, Собору Григория Просветителя, памятнику Зоравара Андраника и ТЦ "Россия". Станция получила своё название в честь одного из лидеров армянского национально-освободительного движения конца XIX — начала XX веков, национального героя армянского народа — Андраника Торосовича Озаняна, более известного, как Зоравар Андраник (Генерал Андраник).